# Свободненский район
Свободненский райо́н — административно-территориальная единица (район) и муниципальное образование (муниципальный район) в Амурской области России.
Административный центр — город Свободный (в состав района не входит).

## География
Свободненский район расположен на юго-западе Амурско-Зейской равнины. Граничит на северо-западе — с Шимановским, на северо-востоке с — Мазановским, на юге — с Благовещенским районами области, на западе — государственная граница с КНР.
Площадь территории района составляет 7318,18 км² (по другим данным — 7234,39 км²).
Природа
Юго-восточная часть района расположена в пойме реки Зея, западная часть — реки Амур. Большая часть территории района покрыта лесной растительностью, пересечена увалами и сопками. Преобладающие породы леса: лиственница, берёза, монгольский дуб, сосна. На территории района частично расположен Иверский заказник.
Полезные ископаемые
Район богат полезными ископаемыми — месторождением бурых углей, формовочных и стекольных песков, огнеупорных и кирпичных глин, суглинков, песчано-гравийного балласта, строительного камня, каолина.

## История
Район был образован 4 января 1926 года в соответствии с Декретом ВЦИК РСФСР в составе Амурского округа Дальневосточного края. 30 июля 1930 Амурский округ, как и большинство остальных округов СССР, был упразднён, его районы отошли в прямое подчинение Дальневосточного края.
10 октября 1931 года был упразднён Амуро-зейский район. Сельсоветы: Актайский, Алексеевский, Аносовский, Богдановский, Буссенский, Кольцовский, Корсаковский, Кумаровский, Байкинский, Ново-воскресенский, Ново-иннокентьевский, Ново-кумаровский, Саскальский, Симоновский, Симоновско-лужекский, Сталинский, Сычевский, Черемушинский и Юргинский со всеми входящими в их состав населёнными пунктами были отнесены к Свободненскому району.
20 октября 1932 года решением ВЦИК и СНК РСФСР о новом территориальном делении и районировании края район был включён в состав созданной Амурской области.
С 1 января 2006 года в соответствии с Законом Амурской области от 2 августа 2005 года № 31-ОЗ на территории района образованы 23 муниципальных образования (сельских поселения). К 2012 году количество сельсоветов уменьшено до 15.

## Население
| 1959    | 1970    | 1979    | 1989    | 1990    | 1995    | 2000    |
| ------- | ------- | ------- | ------- | ------- | ------- | ------- |
| 18 825  | ↗19 786 | ↘16 956 | ↘16 879 | ↗17 038 | ↘16 628 | ↘15 486 |
| 2001    | 2002    | 2003    | 2004    | 2009    | 2010    | 2011    |
| ↘14 900 | ↘14 568 | ↘14 500 | ↘14 200 | ↘13 299 | ↗14 315 | ↗14 321 |
| 2012    | 2013    | 2014    | 2015    | 2016    | 2017    | 2018    |
| ↗14 587 | ↗14 603 | ↗14 676 | ↗14 803 | ↘14 584 | ↘14 285 | ↘14 168 |
| 2019    | 2020    | 2021    | 2023    |         |         |         |
| ↘13 977 | ↘13 855 | ↘11 840 | ↘11 506 |         |         |         |

## Административное деление
В Свободненский район входят 15 муниципальных образований со статусом сельских поселений:
| №  | Сельское поселение              | Административный центр | Количество населённых пунктов | Население (чел.) | Площадь (км²) |
| -- | ------------------------------- | ---------------------- | ----------------------------- | ---------------- | ------------- |
| 1  | Дмитриевский сельсовет          | село Дмитриевка        | 4                             | ↘1099            | 285,64        |
| 2  | Желтояровский сельсовет         | село Желтоярово        | 5                             | ↘1102            | 461,49        |
| 3  | Загорно-Селитьбинский сельсовет | село Загорная Селитьба | 1                             | ↘389             | 587,84        |
| 4  | Климоуцевский сельсовет         | село Климоуцы          | 3                             | ↘1001            | 837,38        |
| 5  | Костюковский сельсовет          | село Костюковка        | 4                             | ↘810             | 781,71        |
| 6  | Курганский сельсовет            | село Глухари           | 3                             | ↘340             | 641,42        |
| 7  | Малосазанский сельсовет         | село Малая Сазанка     | 2                             | ↘1338            | 181,60        |
| 8  | Москвитинский сельсовет         | село Москвитино        | 2                             | ↗506             | 377,49        |
| 9  | Нижнебузулинский сельсовет      | село Нижние Бузули     | 2                             | ↘905             | 941,68        |
| 10 | Новгородский сельсовет          | село Новгородка        | 3                             | ↘983             | 134,11        |
| 11 | Новоивановский сельсовет        | село Новоивановка      | 2                             | ↘741             | 324,76        |
| 12 | Петропавловский сельсовет       | село Буссе             | 2                             | ↘300             | 350,48        |
| 13 | Семёновский сельсовет           | село Семёновка         | 3                             | ↘514             | 718,93        |
| 14 | Сычёвский сельсовет             | село Сычёвка           | 2                             | ↘647             | 503,43        |
| 15 | Черновский сельсовет            | село Черновка          | 4                             | ↘1165            | 190,23        |

Законом от 9 ноября 2011 года Усть-Перский сельсовет вошёл в состав Дмитриевского сельсовета.
Законом от 25 июня 2012 года Голубинский сельсовет вошёл в состав Курганского сельсовета.

### Населённые пункты
В Свободненском районе 42 населённых пункта.
| №  | Населённый пункт  | Тип     | Население | Муниципальное образование       |
| -- | ----------------- | ------- | --------- | ------------------------------- |
| 1  | Бардагон          | село    | ↘161      | Новгородский сельсовет          |
| 2  | Бузули            | село    | ↗178      | Черновский сельсовет            |
| 3  | Буссе             | село    | ↘505      | Петропавловский сельсовет       |
| 4  | Гащенка           | село    | ↗159      | Желтояровский сельсовет         |
| 5  | Глухари           | село    | ↘161      | Курганский сельсовет            |
| 6  | Голубое           | село    | →189      | Курганский сельсовет            |
| 7  | Гуран             | село    | ↘132      | Сычёвский сельсовет             |
| 8  | Дмитриевка        | село    | ↘387      | Дмитриевский сельсовет          |
| 9  | Желтоярово        | село    | ↘458      | Желтояровский сельсовет         |
| 10 | Заган             | село    | ↘100      | Желтояровский сельсовет         |
| 11 | Загорная Селитьба | село    | ↘389      | Загорно-Селитьбинский сельсовет |
| 12 | Зиговка           | село    | ↘125      | Костюковский сельсовет          |
| 13 | Источный          | посёлок | ↘70       | Москвитинский сельсовет         |
| 14 | Климоуцы          | село    | ↘736      | Климоуцевский сельсовет         |
| 15 | Костюковка        | село    | ↘461      | Костюковский сельсовет          |
| 16 | Курган            | село    | ↘54       | Курганский сельсовет            |
| 17 | Малая Сазанка     | село    | ↘244      | Малосазанский сельсовет         |
| 18 | Малый Эргель      | село    | ↗29       | Костюковский сельсовет          |
| 19 | Маркучи           | село    | ↘206      | Семёновский сельсовет           |
| 20 | Москвитино        | село    | ↘425      | Москвитинский сельсовет         |
| 21 | Нижние Бузули     | село    | ↘1000     | Нижнебузулинский сельсовет      |
| 22 | Новгородка        | село    | ↗749      | Новгородский сельсовет          |
| 23 | Новоивановка      | село    | ↘516      | Новоивановский сельсовет        |
| 24 | Новоникольск      | село    | ↘55       | Желтояровский сельсовет         |
| 25 | Новоострополь     | село    | ↘60       | Нижнебузулинский сельсовет      |
| 26 | Новостепановка    | село    | ↘219      | Климоуцевский сельсовет         |
| 27 | Орлиный           | поселок | ↘1094     | Малосазанский сельсовет         |
| 28 | Петропавловка     | село    | ↘89       | Петропавловский сельсовет       |
| 29 | Подгорный         | посёлок | →256      | Новгородский сельсовет          |
| 30 | Разливная         | село    | ↘162      | Черновский сельсовет            |
| 31 | Рогачёвка         | село    | ↘332      | Новоивановский сельсовет        |
| 32 | Семёновка         | село    | ↘327      | Семёновский сельсовет           |
| 33 | Серебрянка        | село    | ↘237      | Костюковский сельсовет          |
| 34 | Сукромли          | село    | ↘130      | Семёновский сельсовет           |
| 35 | Сычёвка           | село    | ↗582      | Сычёвский сельсовет             |
| 36 | Талали            | село    | ↘250      | Климоуцевский сельсовет         |
| 37 | Усть-Пёра         | село    | ↘356      | Дмитриевский сельсовет          |
| 38 | Чембары           | село    | ↘366      | Черновский сельсовет            |
| 39 | Черниговка        | село    | ↘459      | Желтояровский сельсовет         |
| 40 | Черновка          | село    | ↗633      | Черновский сельсовет            |
| 41 | Юхта              | посёлок | ↘457      | Дмитриевский сельсовет          |
| 42 | Юхта-3            | посёлок | ↘97       | Дмитриевский сельсовет          |

Упразднённые населённые пункты:
- 1940 год — поселок Дубовка.
- 1955 год — села Большой Ивер и Малый Ивер.
- 1974 год — села Моховое, Николаевка, Рождественка, Спасовка.
- 1976 год — село Нылга.
- 1977 год — села Каменка, Рожковка.
- 1986 год — село Чудиновка.

## Экономика
В 2017 году Постановлением Правительства РФ на территориях муниципальных образований Свободненский район, город Свободный и город Сковородино создана территория опережающего социально-экономического развития «Свободный».
Экономика Свободненского района в значительной мере зависит от состояния лесного комплекса. Основными землепользователями являются Государственное бюджетное учреждение Амурской области «Строитель», ООО «Дальнефтепровод», ОАО «Дальневосточная компания Электросвязи», ООО «Икат плюс». Леса являются главным источником для удовлетворения потребностей в древесине как предприятий района, так и области в целом.
Сельское хозяйство
Ключевым видом экономической деятельности в Свободненском районе является сельское хозяйство. За годы аграрной реформы в районе сложилась многоукладная экономика. В сельском хозяйстве района сформировались три основных категории сельскохозяйственных товаропроизводителей: сельскохозяйственные предприятия; крестьянские (фермерские) хозяйства; личные подсобные хозяйства.
В настоящее время в Свободненском районе действуют 34 сельскохозяйственных предприятия различных форм собственности, в том числе колхозы (2), СПК (4), КФХ (8), ООО (4), ИП (17). Сельское хозяйство является основной отраслью народного хозяйства района. В сельскохозяйственном производстве занято более 10 % численности трудовых ресурсов. Основные направления сельскохозяйственного производства района — растениеводство и животноводство, главными отраслями которого является молочное скотоводство, свиноводство и овцеводство.
Животноводство района представлено в основном частным сектором. Из общего поголовья КРС в 2012 г. в количестве 5141 голов, находится у населения 3560 голов или 69,2 %, по свиньям из имеющегося поголовья в количестве 3886 голов в частном секторе — 2656 голов, что составляет 68,3 %.

## Транспорт
По территории района проходит Транссибирская железнодорожная магистраль, протяжённость которой составляет 60 км. Общая продолжительность автомобильных дорог — 490 км, из них федерального назначения — 46 км.

## Образование
Систему образования района представляют: 23 образовательных учреждения, в том числе:
5 дошкольных образовательных учреждений, в которых воспитывается 170 детей.
18 общеобразовательных учреждений, в которых обучаются 1398 обучающихся, так же на базе 2-х общеобразовательных учреждений созданы 2 филиала общеобразовательных учреждений.
В общеобразовательном учреждении МОАУ «Черновская СОШ» имеются 2 группы дошкольного образования детей с численностью 34 воспитанника. На сегодняшний день общий охват детей дошкольным воспитанием составляет 23 %.

## Памятники природы

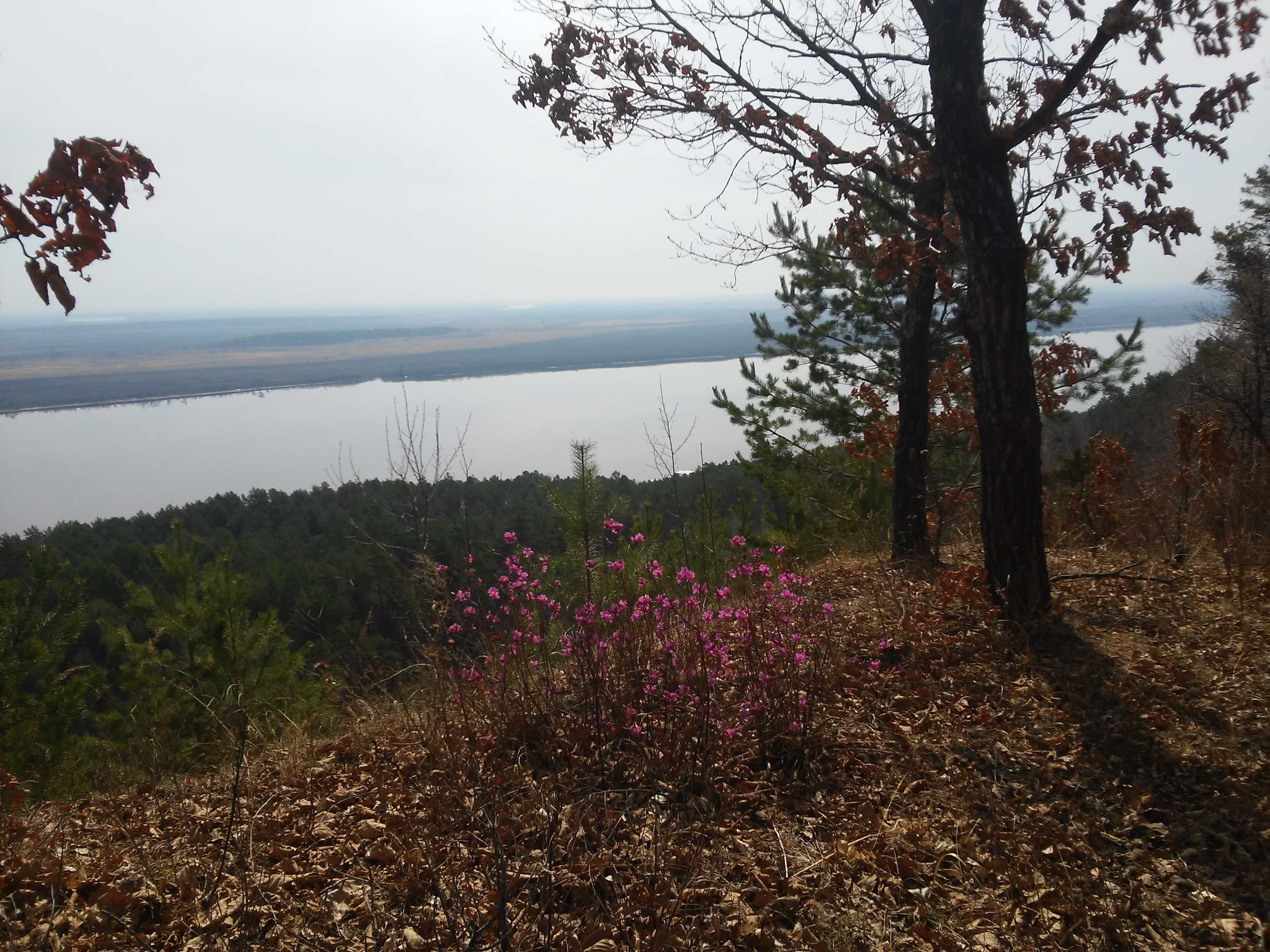
Сазанковский оползень
Памятник природы находится в долине р. Зеи, на её правом берегу, в 150 км от места слияния её с Амуром и представляет собой уникальный пример проявления одного из агентов денудации суши — силоновых процессов, развивающихся по типу блокового смещения горных пород. Уникальность оползня определяют, прежде всего, его размеры. Оползень относится к категории одного из крупнейших не только на Дальнем Востоке, но и в России. Его молодость (известна точная дата оползня), а, значит, «свежесть» образовавшихся форм и элементов рельефа земной поверхности, составляющих неповторимую живописность многочисленных пейзажей. Созерцание их доставляет незабываемое эстетическое наслаждение. Особенности и характер смещения оползня позволяет отнести его к категории комплексного памятника природы. В результате оползания берегового массива образовалась почти отвесная стенка срыва высотой около 70 м. По уровню значимости данный памятник следует рассматривать не ниже регионального. Предлагается присвоить II категорию, характеризующуюся режимом охраны без рекомендации массового туризма.
Корсаковский кривун
Или «Корсаковские кривуны» на Амуре (51°17′30″ с. ш. 126°53′30″ в. д.) — две излучины реки, образующие почти цифру «8». В отличие от типичных речных излучин, эти «кривуны» образовались не в мягком, легкоразмываемом грунте, а глубоко врезаны (до 150 м) в твердые скальные породы.

## Археология
В 2016 году в ходе археологической разведки в пределах земельных участков проектируемого «Амурского газохимического комплекса» на склоне сопки был открыт раннесредневековый памятник михайловской культуры «Черниговка, селище-5». Площадь археологического памятника «Черниговка, селище-5» составляет более 1600 м². Было зафиксировано 17 округлых и квадратных западин размером до 7–8 метров, что и указало на возможное присутствие под землёй останков древних жилищ. Исследованные на селище жилища позволлили пересмотреть взгляды на традиции домостроительства в эпоху раннего средневековья. В полуземлянках нашли своеобразные выходы из жилищ в одной из стенок в виде небольшого туннеля (предвходовые столбы), а раньше считалось, что выход осуществлялся через дымовое отверстие в крыше. В заполнении одного из жилищ, погибшего в пожаре было встречено большое количество артефактов, в том числе и подвеска из когтя птицы с отверстием для подвешивания, мелкие керамические бусины. Впервые для михайловских памятников была найдена мелкая скульптурная пластика, представленная фигурками животных (медведь и свинья), изготовленными из глины, обожжённой в костре. Были найдены не плоскодонные (характерные для «оседлой» михайловской культуры), а круглодонные сосуды, но с характерным михайловской культуры вафельным орнаментом и технологией изготовления. Круглодонную керамику лепили племена, которые постоянно мигрировали. Найдены фрагменты керамики со следами ремонта металлической скобой. Отличие черниговских керамических сосудов от посуды Михайловского городища и стоянок с реки Буреи позволяет выделить данное селище в северный (кочевнический) вариант михайловской культуры. Найденные во время раскопок бронзовые нашивки (подвески) лапчатого типа характерны для бронз с забайкальских памятников. Находки, как и сам комплекс жилищ памятника «Черниговка, селище-5» михайловской археологической культуры относятся примерно к VI веку. Жители селища питались лягушками, гольянами и карасями, лещиной и желудями, выращивали просо и ячмень, активно использовали в быту полынь.
В 2005 году во время проведения разведок отрядом «Центра по сохранению историко-культурного наследия Амурской области» в 3 км к северо-востоку от села Черниговка недалеко от озера Западный Байкал нашли ранненеолитический археологический памятник громатухинской культуры «Черниговка, поселение-1» (Черниговка на реке Зее). Для слоя 2 на памятнике Черниговка-на-Зее получена радиоуглеродная дата 9545—10 785 лет назад.